# Joseph Clemente
Joseph Clemente (sinh ngày 8 tháng 11 năm 1987 ở Goa) là một cầu thủ bóng đá người Ấn Độ thi đấu ở vị trí Hậu vệ cho Sporting Clube de Goa ở I-League.

## Sự nghiệp

### Sporting Goa
Joseph Clemente ra mắt cho Sporting Goa tại I-League ngày 9 tháng 11 năm 2012 trước Mumbai F.C. tại Balewadi Sports Complex trong trận đấu they thất bại 3–2 và Joseph Clemente đá chính.

## Thống kê sự nghiệp

### Câu lạc bộ
Số liệu chính xác tính đến ngày 11 tháng 5 năm 2013
| Câu lạc bộ          | Mùa giải            | Giải vô địch | Giải vô địch | Cúp Liên đoàn | Cúp Liên đoàn | Cúp Durand | Cúp Durand | AFC     | AFC       | Tổng    | Tổng      |
| Câu lạc bộ          | Mùa giải            | Số trận      | Bàn thắng    | Số trận       | Bàn thắng     | Số trận    | Bàn thắng  | Số trận | Bàn thắng | Số trận | Bàn thắng |
| ------------------- | ------------------- | ------------ | ------------ | ------------- | ------------- | ---------- | ---------- | ------- | --------- | ------- | --------- |
| Sporting Goa        | 2012–13             | 3            | 0            | 0             | 0             | 0          | 0          | —       | —         | 3       | 0         |
| Tổng cộng sự nghiệp | Tổng cộng sự nghiệp | 3            | 0            | 0             | 0             | 0          | 0          | 0       | 0         | 3       | 0         |